# Kura
Kura (gruzínsky მტკვარი [Mt'k'vari], ázerbájdžánsky Kür, turecky Kura Nehri) je řeka v Turecku (horní tok 11,5 %), v Gruzii (střední tok 28,1 %) a v Ázerbájdžánu (dolní tok 60,4 %), přítok Kaspického moře. Je 1364 km dlouhá. Povodí má rozlohu 188 000 km².

## Průběh toku
Pramení na Arménské náhorní rovině v Turecku. Na horním toku až k městu Tbilisi teče převážně úžlabinami a soutěskami (nejvýznamnější je Boržomská úžlabina), které se střídají s mezihorskými kotlinami a rovinami. Pod Tbilisi se koryto místy rozlévá na více ramen a dolina řeky se rozšiřuje. Zprava se rozkládá Borčalinská rovina a zleva bezvodná Karajazská step. Pod levým přítokem Alazani teče Kura uprostřed suché stepi. V Ázerbájdžánu v oblasti Mingačeviru protéká skalnatým valem Bozdag, nad kterým byla vybudována přehradní hráz, za níž vznikla Mingačevirská vodní nádrž. Níže vtéká do Kuro-Arakské nížiny, silně meandruje, teče v nízkých sesutých březích. Koryto je místy napřímeno kanály. 236 km před ústím do Kaspického moře se do Kury vlévá největší přítok - Araks. Při ústí vytváří deltu o rozloze 100 km².

## Přítoky
Její nejvýznamnější přítoky jsou zleva Velká Liachvi, Ksani, Aragvi, Jori a Alazani (poslední dvě ústí do Mingačevirské vodní nádrže) a zprava Paravani, Dzama, Tana, Tedzami, Algeti, Chrami, Šamchorčaj, Agstafa.

## Vodní stav
Zdroj vody je smíšený. Převládá sněhový (36 %) a podzemní (30 %), dále následují dešťový (20 %) ledovcový (14 %). Průměrný roční průtok je:
- 30 m³/s na turecko-gruzínské hranici,
- 205 m³/s v Tbilisi,
- 402 m³/s u Mingačeviru,
- 575 m³/s v ústí do Kaspického moře.

Převážná část vody proteče na jaře (60 až 69 %)
Kolísání úrovně hladiny a průtoků vody pod Mingačevirem je regulován režimem odtoků z Mingačevirské vodní nádrže. Odtok se blíží přirozenému až pod ústím Araksu. Nad Mingačevirem začíná jarní velká voda na konci března, kulminuje v květnu nebo až v červnu a na konci července opadá. Časté jsou dešťové povodně. V zimě je úroveň hladiny ustálená.

## Využití
Voda v řece se vyznačuje vysokým stupněm zakalení. Na dolním toku kolísá od 1 900 g/m³ do 2 325 g/m³. Celkový objem nánosů dosahuje 21 mil. tun za rok. Delta se rozšiřuje do moře o 100 m za rok. Pod Tbilisi se voda z řeky intenzívně využívá na zavlažování a kanálem se převádějí do řeky Araks za účelem jejího zavodnění. Na Kure jsou postaveny hydroelektrárny (Čitachevi, Zahesi, Ortačala, Mingačevirská) a řada jich je také na přítocích. V deltě je rozšířený rybolov (jeseteři: hvězdnatý i ruský, vyzy, mihule, candáti). Z horního toku do Tbilisi se využívá ke splavování dřeva. Splavná je od města Jevlach.
Na řece leží města: Bordžomi, Gori, Mccheta, Tbilisi, Rustavi (Gruzie), Mingačevir, Jevlach, Sabirabad, Širvan, Saljany (Ázerbájdžán).